# NGC 4642
NGC 4642 ist eine Balken-Spiralgalaxie vom Hubble-Typ SBbc im Sternbild Jungfrau auf der Ekliptik. Sie ist schätzungsweise 114 Millionen Lichtjahre von der Milchstraße entfernt und hat einen Durchmesser von etwa 70.000 Lichtjahren.

Im selben Himmelsareal befinden sich die Galaxien NGC 4632, NGC 4653, NGC 4666, NGC 4668.
Das Objekt wurde am 1. Januar 1786 von Wilhelm Herschel mit einem 18,7-Zoll-Spiegelteleskop entdeckt, der sie mit „vF, pS, E“ beschrieb.